# 黃道坐標系
黃道坐標系，又作黃道座標系，是以黄道作基準平面的天球坐標系統，多用作研究太陽系天體運動情況之用。

## 定義
黃道是由地球上觀察太陽一年中在天球上的視運動所通過的路徑，若以地球「不動」作參照的話就是太陽繞地球公轉的軌道平面（黃道面）在天球上的投影。
黃道與天赤道相交於兩點：春分点與秋分点（這兩點稱二分點）；而黃道對應的兩個幾何極是北黃極（在天龍座）、與南黃極 (在劍魚座)。
在黃道上與黃道平行的小圓稱黃緯，符號β，由黃道面向北黃極方向為正值（0°至90°），向南黃極方向則為負值。垂直黃道的經度稱黃經，符號為λ，由春分点起由西向東量度（0°至360°）。像赤道坐標系中的赤經一樣，以春分點做為黃經的起點。
因為地軸有進動現象，此坐標系的兩個黃極亦會因歲差影響而使坐標數值逐漸移動，計算時必須說明坐標系參照的曆元。現常採用的是J2000.0曆元（之前的出版物多以B1950.0曆元），在天文年曆這類精度較高的刊物中，則參考當天或當月之瞬時分點計算。
此坐標系特別適合標示太陽系內天體的位置，大多數行星（水星和冥王星除外）與許多小行星軌道平面與黃道的傾角都很小，故其黃緯值（β）都不大。

## 與天球坐標系統的互換
下面公式參考哈里斯·賈森在K星表附錄中的使用在Linux和KDE的桌面天文館。
- λ和β代表黃經和黃緯
- α和δ代表赤經和赤緯
- ε=23°26′20.512″即黃赤交角，也就是地軸傾角。

### 黃道坐標轉換為赤道坐標
赤經α和赤緯δ可以下面的公式得到：
{\displaystyle \sin \delta =\sin \epsilon \sin \lambda \cos \beta +\cos \epsilon \sin \beta }
{\displaystyle \cos \alpha \cos \delta =\cos \lambda \cos \beta }
{\displaystyle \sin \alpha \cos \delta =\cos \epsilon \sin \lambda \cos \beta -\sin \epsilon \sin \beta }
因為正弦和餘弦的解非唯一，故必須三個公式都能滿足的解才是正確。

### 赤道坐標轉換為黃道坐標
{\displaystyle \sin \beta =\cos \epsilon \sin \delta -\sin \alpha \cos \delta \sin \epsilon }
{\displaystyle \cos \lambda \cos \beta =\cos \alpha \cos \delta }
{\displaystyle \sin \lambda \cos \beta =\sin \epsilon \sin \delta +\sin \alpha \cos \delta \cos \epsilon }
注意：有些人試圖簡化前面兩個等式，但因正弦、餘弦的解不是唯一的，這樣做並非明智做法，因為當計算反三角函數時，所對應的角度會受限制，此時就需要第三個公式來協助判斷與選擇。例如在第二個公式的赤經值α，可以經由消除cosδ使等式左邊只剩下tanα，或是放棄第三個等式，只利用第二式cosα=cosλcosβ/cosδ。在一些直接的運算下，他可能會將你引入歧途，例如當cos-1，角度通常在0°和180°之間，但赤經α範圍是360°，sin-1和tan-1的範圍也是180°，所有這些函數在它們的極限值附近的誤差都會明顯增大。
實際上計算靠近黃道的天體坐標，可以正確的判斷赤經α的象限，因為它會與黃經λ在同一象限中（但必須排除靠近極點的）。但一般應用程式不易編排，這必須要用人工來處理。

### 演算法
若以利用電子計算器計算時，最好利用直角坐標轉換與極坐標系互換（R←→P）功能（多數科學用計算機皆有這功能），這樣能避免上述問題，且能額外的提供一份明確的清單供查核。
那麼從黃道坐標轉為赤道坐標的運算可以轉換為下面的形式：
- 將上面三個公式在等號右邊的項目做轉換
- 運用R→P轉換將cosαcosδ成為X的數值，sinαcosδ成Y值
- 答案中角度的部份是方位角，範圍由0°至360°（或-180°至+180°），稍後可除以15轉為「時」。
- 再以R→P轉換將最後答案中的徑度量轉換成X的數值，並將sinδ轉換成第一個公式中的Y值。
- 答案中角度的部份是高度，範圍在-90°至+90°之間。
- 驗證：徑度量的數值必須正好是1，如果不是1你的計算一定是錯了！

同樣的可以將赤道坐標轉為黃道坐標。